# Адміністративний устрій Чорнобаївського району
Адміністративний устрій Чорнобаївського району — адміністративно-територіальний поділ Чорнобаївського району Черкаської області на 1 селищну та 29 сільських рад, які об'єднують 53 населені пункти та підпорядковані Чорнобаївській районній раді. Адміністративний центр — смт Чорнобай.

## Список радЧорнобаївського району
| №  | Назва                          | Центр             | Населені пункти                                                         | Площа км² | Місце за площею | Населення (2001), осіб | Місце за населенням |
| -- | ------------------------------ | ----------------- | ----------------------------------------------------------------------- | --------- | --------------- | ---------------------- | ------------------- |
| 1  | Чорнобаївська селищна рада     | смт Чорнобай      | смт Чорнобай с. Савківка                                                |           |                 | 8598                   | 1                   |
| 2  | Богодухівська сільська рада    | с. Богодухівка    | с. Богодухівка с. Головатівка                                           |           |                 | 2815                   | 3                   |
| 3  | Васютинська сільська рада      | с. Васютинці      | с. Васютинці                                                            |           |                 | 1616                   | 11                  |
| 4  | Великобурімська сільська рада  | с. Велика Бурімка | с. Велика Бурімка с. Михайлівка                                         |           |                 | 2251                   | 4                   |
| 5  | Великоканівецька сільська рада | с. Великі Канівці | с. Великі Канівці с. Малі Канівці                                       |           |                 | 2124                   | 5                   |
| 6  | Вереміївська сільська рада     | с. Вереміївка     | с. Вереміївка                                                           |           |                 | 1862                   | 8                   |
| 7  | Веселохутірська сільська рада  | с. Веселий Хутір  | с. Веселий Хутір                                                        |           |                 | 729                    | 27                  |
| 8  | Жовнинська сільська рада       | с. Жовнине        | с. Жовнине                                                              |           |                 | 1058                   | 20                  |
| 9  | Іркліївська сільська рада      | с. Іркліїв        | с. Іркліїв с. Загородище с. Скородистик с. Червоногірка                 |           |                 | 4417                   | 2                   |
| 10 | Кліщинська сільська рада       | с. Кліщинці       | с. Кліщинці                                                             |           |                 | 1307                   | 15                  |
| 11 | Привітненська сільська рада    | с-ще Привітне     | с-ще Привітне                                                           |           |                 | 663                    | 28                  |
| 12 | Красенівська сільська рада     | с. Красенівка     | с. Красенівка с-ще Іванівка                                             |           |                 | 1164                   | 18                  |
| 13 | Крутьківська сільська рада     | с. Крутьки        | с. Крутьки с-ще Журавлине с. Чехівка                                    |           |                 | 2030                   | 7                   |
| 14 | Степівська сільська рада       | с. Степове        | с. Степове                                                              |           |                 | 789                    | 25                  |
| 15 | Лихолітська сільська рада      | с. Лихоліти       | с. Лихоліти                                                             |           |                 | 749                    | 26                  |
| 16 | Лукашівська сільська рада      | с. Лукашівка      | с. Лукашівка с. Веселий Поділ с-ще Вишнівка с. Григорівка с. Новоселиця |           |                 | 1738                   | 9                   |
| 17 | Лящівська сільська рада        | с. Лящівка        | с. Лящівка                                                              |           |                 | 1281                   | 16                  |
| 18 | Малобурімська сільська рада    | с. Мала Бурімка   | с. Мала Бурімка                                                         |           |                 | 919                    | 21                  |
| 19 | Мельниківська сільська рада    | с. Мельники       | с. Мельники с. Воронинці с. Червонохижинці                              |           |                 | 2120                   | 6                   |
| 20 | Москаленківська сільська рада  | с. Москаленки     | с. Москаленки                                                           |           |                 | 1623                   | 10                  |
| 21 | Мохнацька сільська рада        | с. Мохнач         | с. Мохнач с. Старий Мохнач                                              |           |                 | 396                    | 30                  |
| 22 | Новожиттівська сільська рада   | с. Нове Життя     | с. Нове Життя с. Тарасівка                                              |           |                 | 894                    | 22                  |
| 23 | Новоукраїнська сільська рада   | с. Новоукраїнка   | с. Новоукраїнка                                                         |           |                 | 844                    | 24                  |
| 24 | Першотравнева сільська рада    | с. Першотравневе  | с. Першотравневе                                                        |           |                 | 445                    | 29                  |
| 25 | Придніпровська сільська рада   | с. Придніпровське | с. Придніпровське с. Коврай                                             |           |                 | 1329                   | 14                  |
| 26 | Ревбинська сільська рада       | с. Ревбинці       | с. Ревбинці                                                             |           |                 | 853                    | 23                  |
| 27 | Староковрайська сільська рада  | с. Старий Коврай  | с. Старий Коврай с-ще Мирне                                             |           |                 | 1350                   | 12                  |
| 28 | Тимченківська сільська рада    | с. Тимченки       | с. Тимченки с. Баталий                                                  |           |                 | 1279                   | 17                  |
| 29 | Франківська сільська рада      | с. Франківка      | с. Франківка с. Бакаєве                                                 |           |                 | 1164                   | 19                  |
| 30 | Хрестителівська сільська рада  | с. Хрестителеве   | с. Хрестителеве с. Мар'янівка                                           |           |                 | 1334                   | 13                  |

* Примітки: м. — місто, с-ще — селище, смт — селище міського типу, с. — село